# Johann Wilhelm Schmid

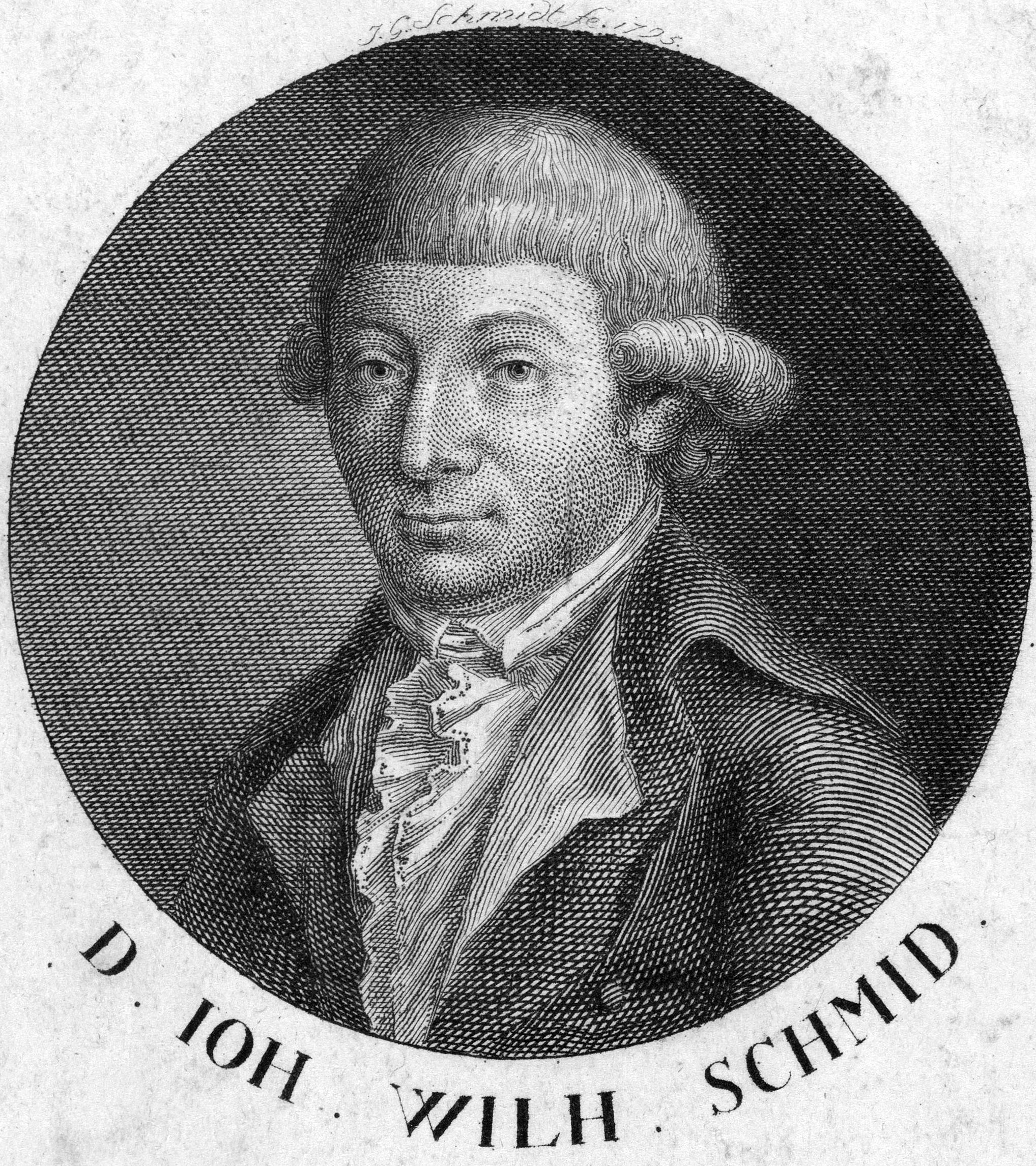
Johann Wilhelm Schmid

Johann Wilhelm Schmid (* 29. August 1744 in Jena; † 1. April 1798 ebenda) war ein deutscher evangelischer Theologe.

## Leben
Johann Wilhelm wurde als Sohn des Jenaer Rechtsprofessors Paul Wilhelm Schmid und dessen erster Frau Magaretha Maria Christiana Brückner (1719–1750) geboren. Sein Vater sorgte dafür, dass er in frühster Jugend Privatlehrer erhielt. Daneben besuchte er die Jenaer Stadtschule, welche unter der Leitung von Johann Christian Blasche stand. Bereits mit vierzehn Jahren wurde er 1758 Student an der Universität Jena. Hier absolvierte er Vorlesungen an der philosophischen Fakultät und bei Lorenz Johann Daniel Suckow, Joachim Georg Darjes, Christian Friedrich Polz und Joachim Erdmann Schmidt. Sich den theologischen Studien widmend frequentierte er die Ausführungen von Johann Georg Walch, Johann Christoph Köcher, Friedrich Samuel Zickler und Johann Friedrich Hirt. Nach seinen Studien ging er 1764 als Hauslehrer nach Nienburg an der Weser, wo er fünf Jahre lang blieb. Zurückgekehrt nach Jena erwarb er sich 1769 den akademischen Grad eines Magisters der Philosophie und habilitierte sich an der Jenaer Hochschule.
Nachdem er sich am Lehrbetrieb derselben beteiligt hatte, wurde er 1770 Adjunkt der philosophischen Fakultät. 1772 übernahm er die Stelle eines Garnisonspredigers und dritten Diakons an der Jenaer Stadtkirche St. Michael, wo er 1776 zum zweiten Diakon aufstieg. 1783 erhielt er eine Berufung zum dritten Professor der Theologie an der Salana, woraufhin er am 11. September 1784 zum Doktor der Theologie promoviert wurde und das Amt am 18. September desselben Jahres übernahm. 1792 stieg er zum zweiten ordentlichen Professor der Theologie auf. Schmid der vom Lehrgebäude der lutherischen Theologie geprägt war, entwickelte sich unter dem Einfluss von Ernst Jakob Danovius zu einem Anhänger der Ideen des Rationalismus Immanuel Kants. Dies brachte ihn auch den Namen Moralschmid ein, welchen er als einer der ersten theologischen Rationalisten des 18. Jahrhunderts erhalten hatte. Schmid beteiligte sich auch an den organisatorischen Aufgaben der Jenaer Hochschule. So war er einige Male Dekan der theologischen Fakultät und in den Wintersemestern 1786, 1792, 1794 Rektor der Alma Mater.
Schmid hatte sich 1778 mit Katharina Marie Metike († 1813), Tochter des Rats und Amtmanns in Neuhaus, Johann Friedrich Theodor Metike, verheiratet. Aus der Ehe stammen zehn Kinder. Man kennt die Tochter Bernhardine Sophie Schmid (1778–1822), welche sich mit dem Professor der Theologie Carl Christian Erhard Schmid verheiratete. Der Sohn Karl Schmid (5. August 1793 in Jena; † 13. Oktober 1839) wurde Mediziner, arbeitete als Arzt in Sulza und verheiratete sich am 21. November 1820 mit der Pfarrerstochter aus Celle Dorette Lutmer. Der Sohn Alfred wurde Kaufmann in Plauen.

## Werke (Auswahl)
- Diss. Antiquitates Corinthiacae, Actor. XVIII. Jena 1761 (Präside Johann Ernst Immanuel Walch, Online)
- Commentatio Philologica De Sacrificiis Et Libationibus Veterum Natalitiis. Jena 1762 (Präside Paul Wilhelm Schmid, Online)
- Diss. I de dignitate atque splendore Augustanae confessionis externo ex comparatione cum reliquis confessionibus adparente. Jena 1770 (Online)
- Diss. I Historica Historiam antiquarum gentium barbararum comprehendens. Jena 1770 (Resp. Johann Georg Lenz)
- Diss. II Historia barbararum gentium antiquarum. Jena 1770 (Resp. Johann Christoph Langstedt)
- Immortalitatis animorum doctrina historice et dogmatice spectata. Diss. II. Jena 1770
- Diss. II De Dignitate Atqve Splendore Avgvstanae Confessionis Externo Ex Comparatione Cvm Reliqvis Confessionibvs Adparente. Jena 1771
- Predigt von dem grossen Einfluss ausserordentlicher Begebenheiten auf die Beförderung unseres Christenthums. Jena 1774
- Disquisitio brevis praeceptorum partitionis homileticae. Jena 1783 (Online)
- Diss. theol. inaug. De nexu inter fidem et virtutem Christianam. Jena 1784 (Präside Johann Jacob Griesbach, Online)
- Diss. theol. altera De nexu inter fidem et virtutem Christianam dissertatio theologica altera. Pro Loco. Jena 1784 (Online)
- Progr. Historia refurrectionis Christia novissimis quibusdam obiectionibus vindicala. Jena 1784
- Commentationis, in qua. . . notio indagatur Partic. I-III. Jena 1785–1787
- Anleitung zum populären Kanzelvortrag, zum Gebrauch seiner Vorlesungen. 1. Bd. theoretischer Teil. Jena 1787; 2. Bd. praktischer Teil. Jena 1787; 3. Bd. historischer Teil, oder kurzer Abriss der Geschichte der geistlichen Beredsamkeit und Homiletik. Jena 1789 (Online); 2. Aufl. Jena 1795, 2. Bd., (Online);
- Programmata duo paschalia de consensu principii moralis Kantiani cum ethica christiana. Jena 1788, Jena 1789
- Progr. . . . Christianorum notio denuo illustratur. Jena 1790. 4.
- Ueber den Geist der Sittenlehre Jesu und seiner Apostel. Jena 1790
- Commentatio de eo, quod nimium est in comparanda doctrina rationis practicae purae et disciplina morum christiana. Jena 1791 (Online)
- Kurzer Abriss der Religions- und Sittenlehre für die christliche Jugend. Jena 1791
- Katechetisches Handbuch zum Gebrauch für akademische Vorlesungen und Uebungen. 1. Teil, Regeln der Katechetik, Jena 1791 (Online); 2. Teil, Katechetisches Lehrbuch, Jena 1791 (Online); 3. Teil, Beyspiele von Katechisationen, Jena 1792 (Online)
- Progr. de populari usu praeceptorum rationis practicae purae. Jena 1792
- Progr. quo diversus philosophiae ad doctrinam christianam habitus demonstratur. Jena 1793
- Theologische Moral. Jena 1793 (Online), Frankfurt und Leipzig 1794 (Online)
- Progr. Verae Nestorii de unione naturarum in Christo sententiae explicatio. Jena 1793
- Lehrbuch der theologischen Moral für Vorlesungen. Jena 1794
- Progr. Eutychis de unione naturarum in Christo sententia illustratur. Jena 1794
- Progr. de Joanne a Jesu dilecto. Jena 1795 (Resp. Heinrich Eberhard Gottlob Paul, Online)
- Historia Cerinthi Cvius Partem Priorem Ad Ivdaeochristianismvm Et Canonicae Apocalypseos Fata Illvstranda Pertingit. Jena 1795 (Online)
- Progr. Comm. in qua remissionis peccatorum notio biblica indagatur. Partic. I. Jena 1795
- Progr. Comm. in qua remissionis peccatorum notio biblica indagatur. Partic. II. Jena 1796
- Progr. Comm. in qua remissionis peccatorum notio biblica indagatur. Partie. III. Jena 1797
- Diss. inaug. De persuasione pro revelatione: eiusque stabiliendae modo rationis praeceptis consentaneo. Jena 1797 (Resp. Friedrich Immanuel Niethammer (1766–1848), Online)
- Ueber christliche Religion, deren Beschaffenheit und zwechmässige Behandlung als Volkslehre und Wissenschaft für das gegenwärtige Zeitalter. Jena 1797, (Online)
- Christliche Moral, wissenschaftlich bearbeitet. 1. Bd. Jena 1797 (Online); 2. Bd. Jena 1800 (Online), 3. Bd. Jena 1804 (Online);